# Parafia św. Mikołaja w Henrykowie Lubańskim
Parafia św. Mikołaja w Henrykowie Lubańskim – parafia rzymskokatolicka w dekanacie Lubań w diecezji legnickiej. Obsługiwana przez księży archidiecezjalnych. Erygowana w 1669.